# ناحیه تاکورگان
ناحیه تاکورگان (به لاتین: Thakurgaon District) یک ناحیه در بنگلادش است که در استان رنگ‌پور واقع شده‌است.

## خصوصیات
ناحیه تاکورگان ۱٬۷۸۱٫۷۴ کیلومترمربع مساحت و ۱٬۳۹۰٬۰۴۲ نفر جمعیت دارد.

## نگارخانه

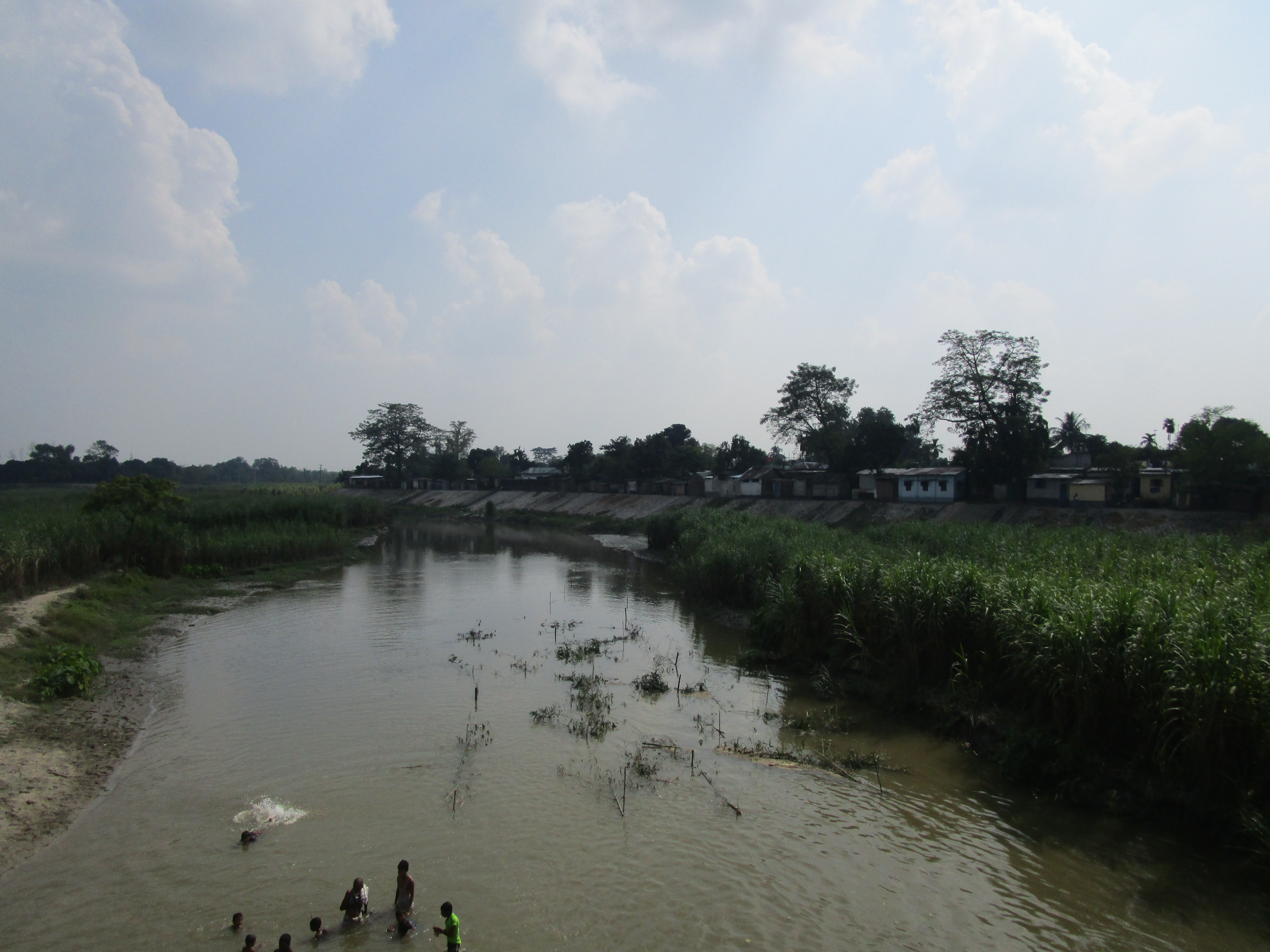
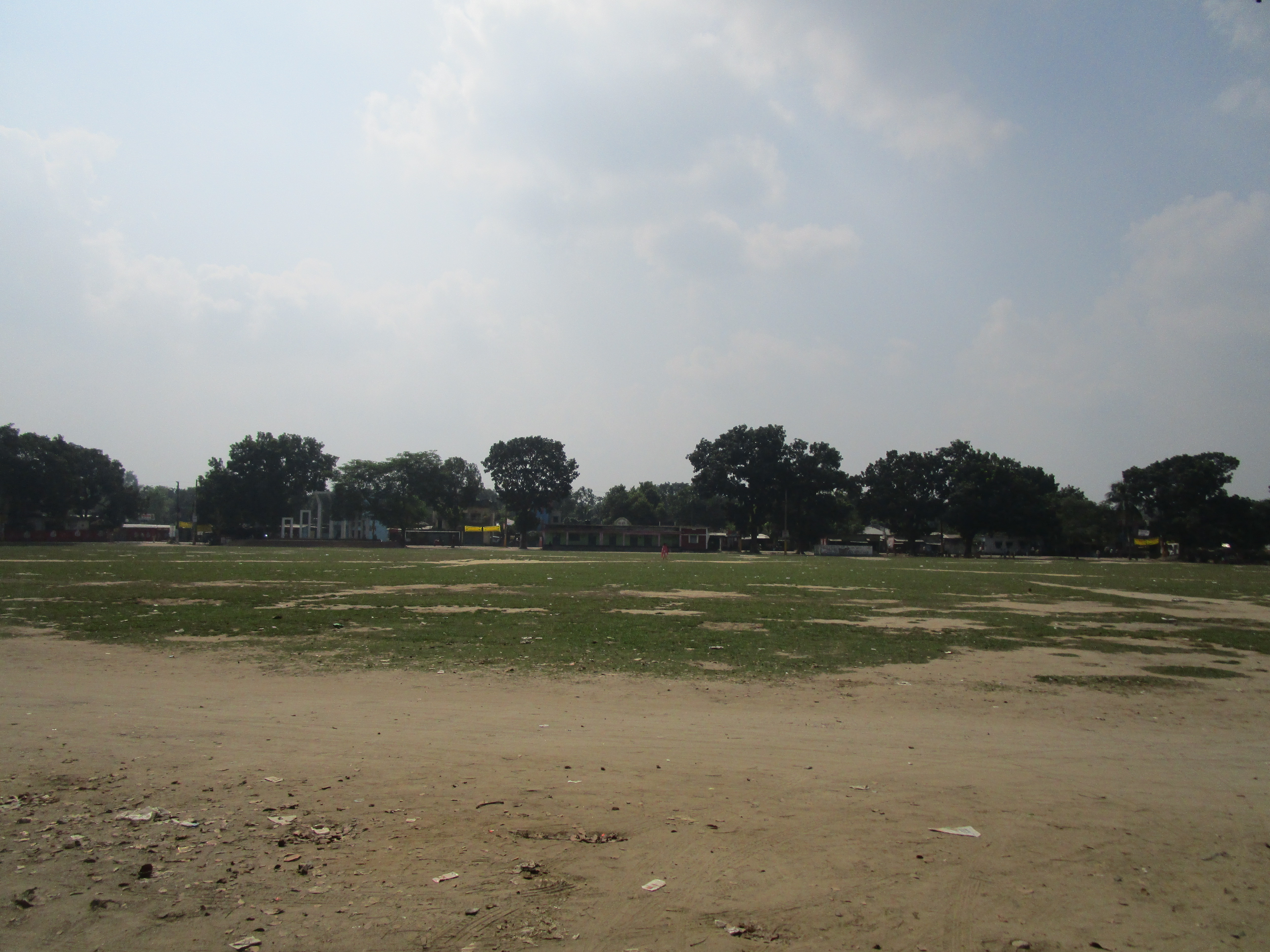
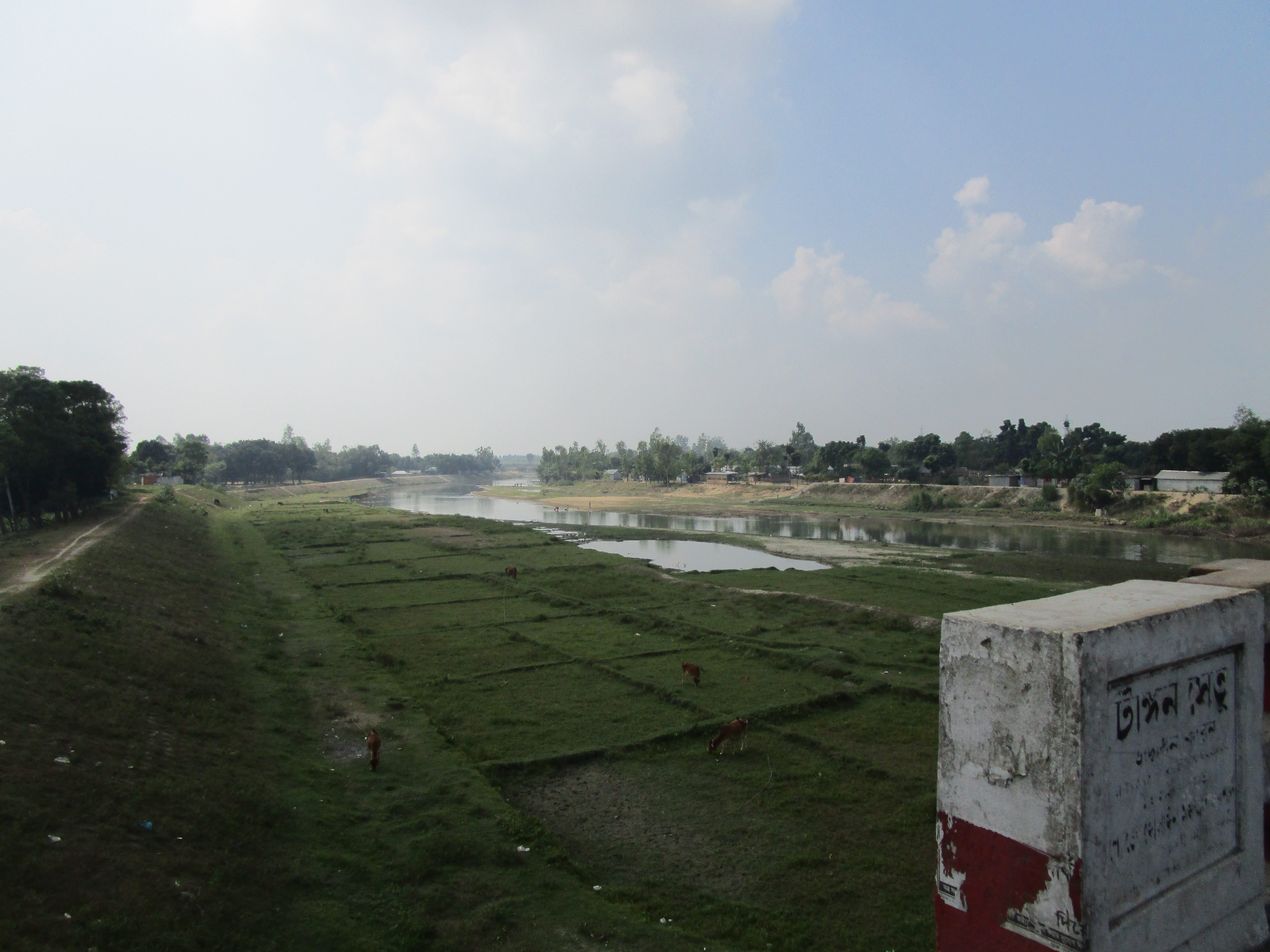
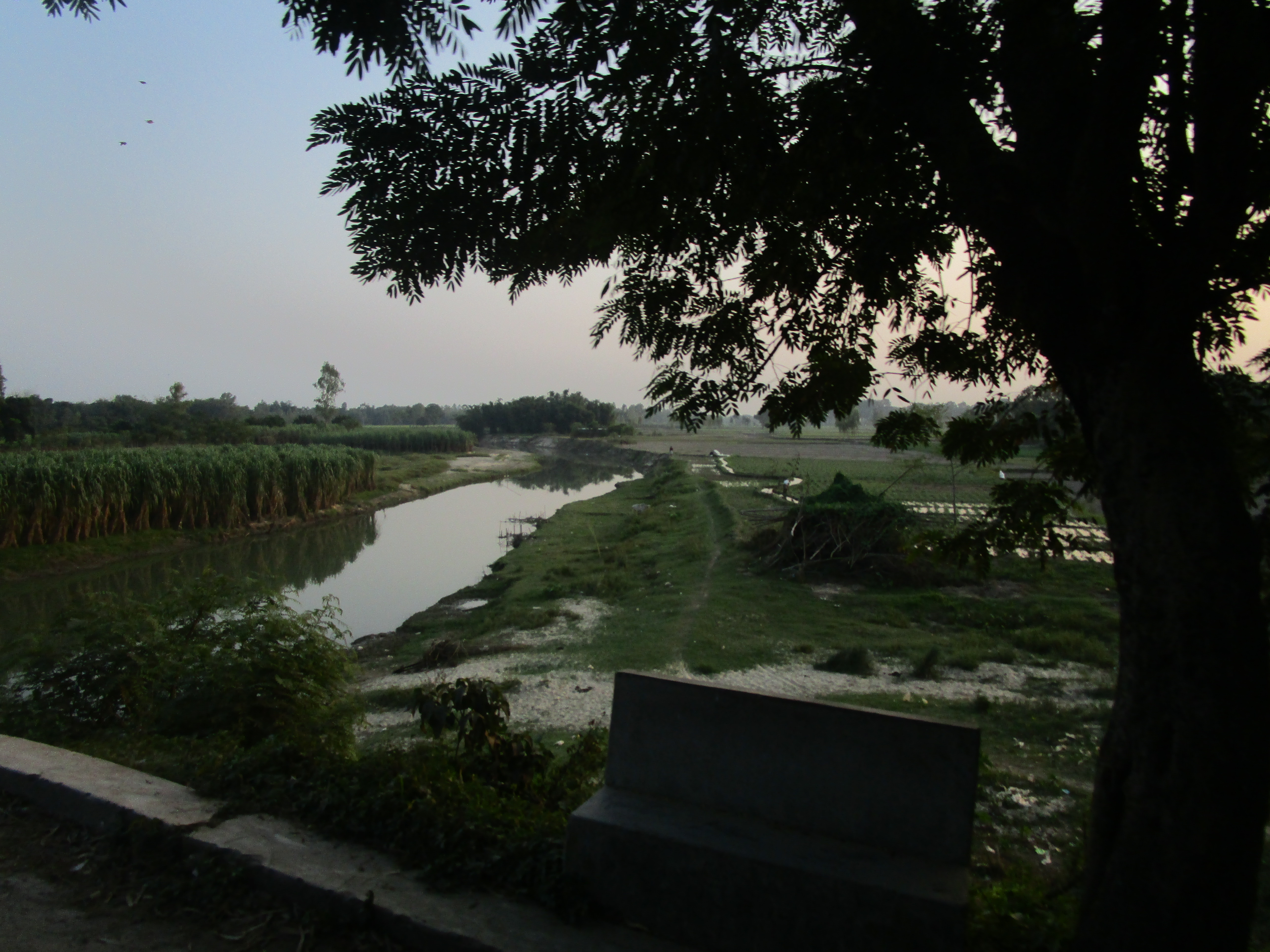
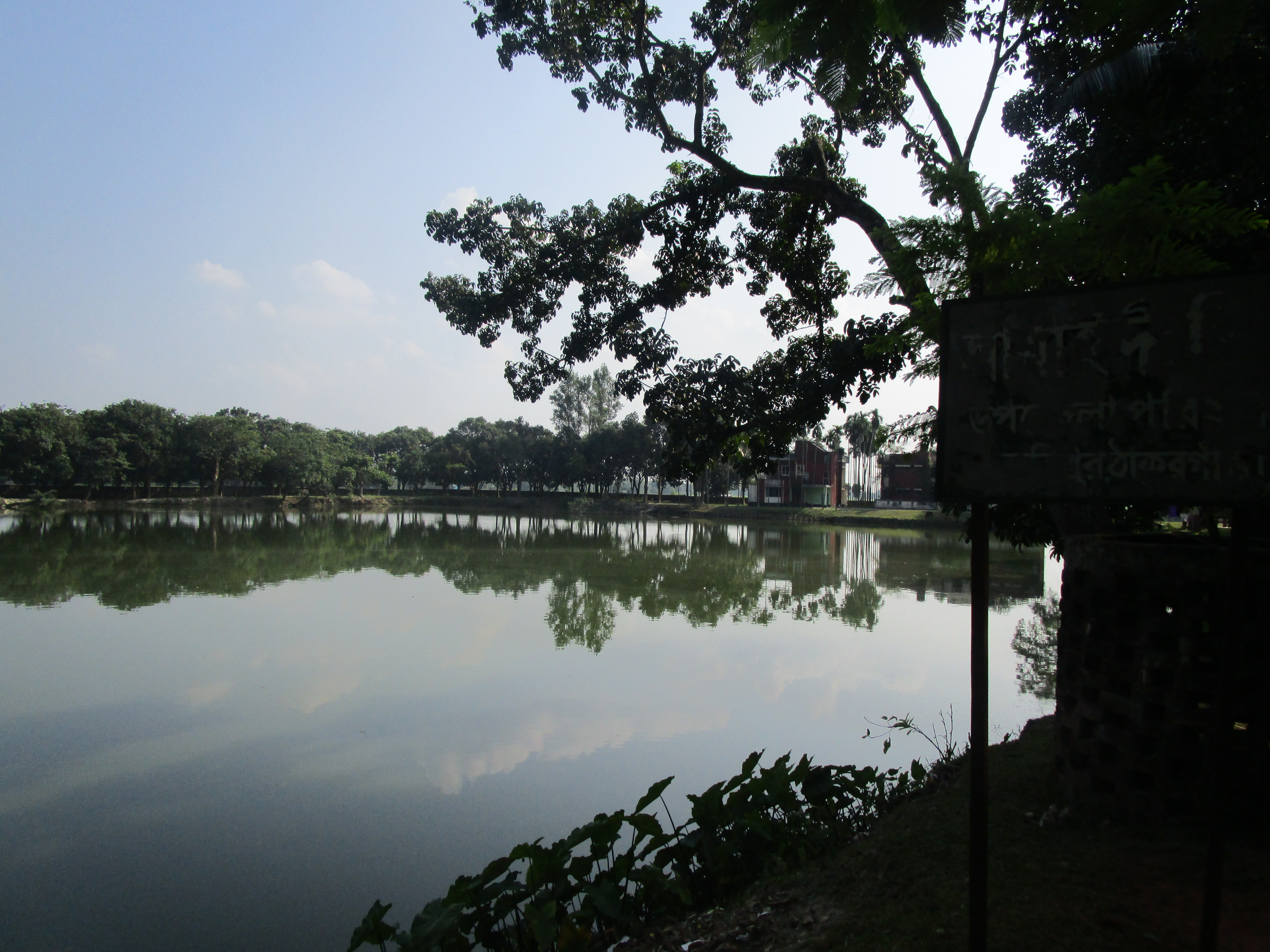
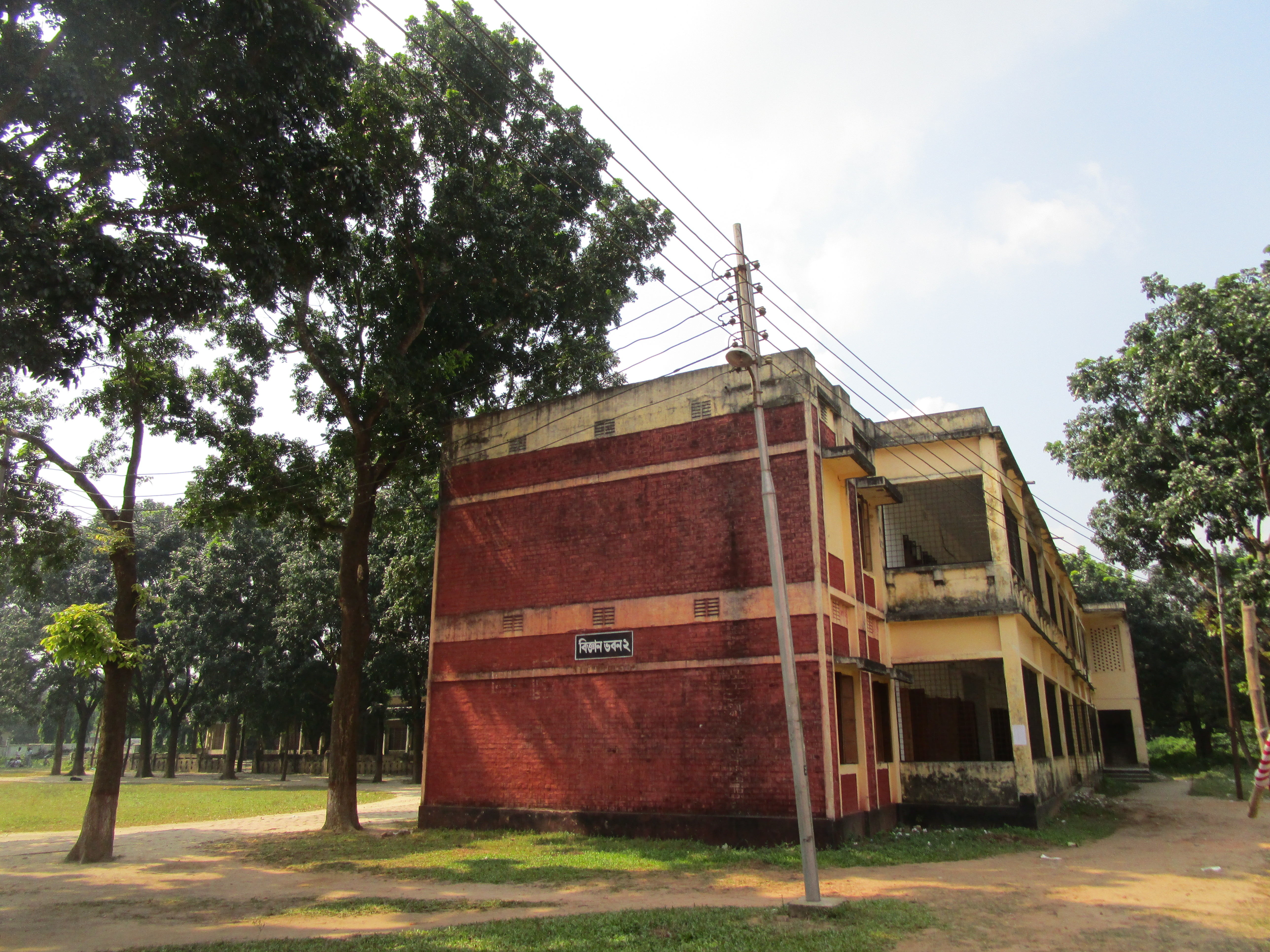